# Kriegerdenkmal Wildschütz

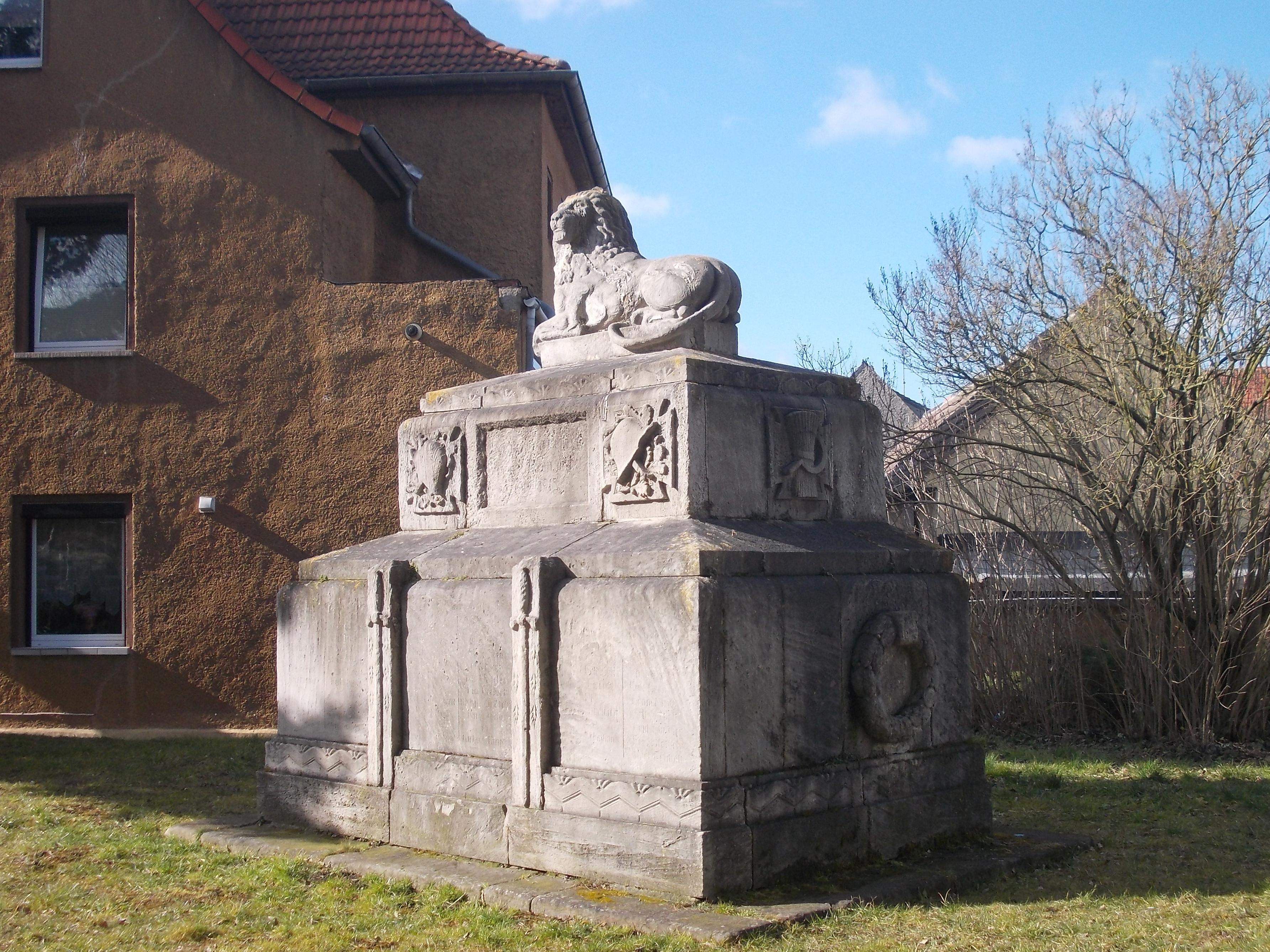
Kriegerdenkmal in Wildschütz

Das Kriegerdenkmal Wildschütz ist ein denkmalgeschütztes Kriegerdenkmal in der Ortschaft Wildschütz des Ortsteils Deuben der Stadt Teuchern in Sachsen-Anhalt. Im örtlichen Denkmalverzeichnis ist die Gedenkstätte unter der Erfassungsnummer 094 85706 als Baudenkmal verzeichnet.
Bei dem Kriegerdenkmal in Wildschütz handelt es sich um ein gemeinsames Denkmal für die Gefallenen des Ersten Weltkriegs der Orte Wildschütz, Tackau und Nödlitz. Es wurde vom Bildhauer Bergner aus Hohenmölsen entworfen und errichtet. Die Einweihung fand im September 1925 statt. Auftraggeber für die Errichtung des Denkmales war der Kriegerverein Tackau-Wildschütz. Das Denkmal erinnert an zwei aufeinander gestellte Sarkophage, auf denen ein Löwe ruht. Zwischen verschiedenen Kriegsemblemen war eine Inschrift, die heute nicht mehr lesbar ist, angebracht. Alten Quellen zufolge lautete sie Vergiß, mein Volk, die teuren Toten nicht. 1914 - 1918. Die Vorderseite des untere Sarkophag wird von zwei nach unten gerichteten Schwertern in drei Felder geteilt. Dort standen einst die Namen der fünfzig Gefallenen, diese Namen sind nicht mehr lesbar. Die Seiten des Denkmales sind mit Wahrzeichen des Bergbaues und der Landwirtschaft verziert.
Das Kriegerdenkmal steht an der Kreuzung der Straßen Rudolf-Breitscheid-Straße – Rosa-Luxemburg-Straße in Wildschütz.

## Quelle
- Kriegerdenkmal Wildschütz, abgerufen am 25. September 2017.